# Бисмут-209
Бисмут-209 (209Bi) е най-стабилния изотоп на бисмута. В природата бисмутът се среща само под формата на този изотоп, всички други са получени от човека. Бисмут-209 се получава при β-разпад на олово-209.
Дълго време е смятано, че бисмут-209 има най-тежкото стабилно ядро от всички елементи, но през 2003 година се оказва, че претърпява алфа-разпад с период на полуразпад 1,9×1019 години - над милиард пъти текущата оценка за възраст на Вселената.